# Фрёст, Мартин
Мартин Фрёст (швед. Martin Fröst, в некоторых русских источниках ошибочно Фрост; род. 14 декабря 1970, Сундсвалль, Вестерноррланд, Швеция) — шведский кларнетист и дирижёр.

## Биография
Фрёст начал заниматься на скрипке в 5 лет. В 8 лет начал учиться играть на кларнете. Учился у Ганса Дайнцера в Германии и у Сёльве Кингстедта и Челля Инге Стевенссона в Стокгольме.
Фрёст сотрудничает со многими современными композиторами, включая Андерса Хилльборга, Кшиштофа Пендерецкого, Калеви Ахо, Рольфа Мартинссона, Бента Сёренсена, Викторию Борисову-Оллас, Карину Ренквист и Свена-Давида Сандстрема.
Фрёст был художественным руководителем Винтерфестского музыкального фестиваля в течение 10 сезонов до 2015 года. Он был художественным руководителем Международного фестиваля камерной музыки в Ставангере с 2010 до 2015 года. В мае 2017 года Шведский камерный оркестр объявил о назначении Фрёста своим следующим главным дирижером, начиная с сезона 2019—2020, первоначальный контракт предполагает 3 сезона.
В США в октябре 2014 года Фрёст впервые сыграл с Камерным оркестром Сент-Пола. По итогам этого концерта в ноябре 2014 года оркестр назвал Фрёста одним из своих партнеров, начиная с сезона 2015—2016 с первоначальным контрактом на 4 года. Фрёст должен был впервые выступить в этой должности в ноябре 2015 года, но не смог из-за болезни Меньера. Последствия болезни затянули начало выступления Фрёста в качестве художественного партнера оркестра до февраля 2017 года.
Фрёст со своей семьей живёт в Стокгольме. Он записывался для таких лейблов, как BIS Records и Sony Classical. В мае 2014 года он получил Премию Леони Соннинг, став первым кларнетистом, удостоившимся такой чести.

## Альбомы
- Пендерецкий (CD-652, 1994)
- Французские красавицы и шведские чудовища (CD-693, 1994)
- Крупным планом (CD-744, 1997)
- 'Hekas! – Эстергётландский симфонический духовой ансамбль (CD-818, 1997)
- Концерты для кларнета, посвященные Бенни Гудмену (CD-893, 1998)
- Крысолов оперы – оперные парафразы на кларнете (CD-1053, 2000)
- Джеймс Макмиллан – Исповедь Изабель Гауди (CD-1169, 2002)
- Моцарт – Концерт для кларнета & квинтет (SACD 1283, 2003)
- Шуман – Произведения для кларнета и фортепиано (CD-944, 2003)
- Холмбо – Концерты для фортепиано, кларнета и гобоя; Beatus Parvo (CD-1176, 2004)
- Брамс – Сонаты для кларнета & Трио (SACD-1353, 2005)[10]
- Карин Ренквист – Арктика Арктика! (CD-1396, 2005)
- Вебер – Концерты для кларнета (SACD-1523, 2006)
- Нильсен & Ахо – Концерты для кларнета (SACD-1463, 2007)
- Кристофер Раус – Оркестровая музыка (CD-1386, 2008)
- Круселль – Три концерта для кларнета (SACD-1723, 2008)
- Фрёст и друзья (SACD-1823, 2010)
- Мартин Фрёст – Танцы на чёрной трубе (SACD-1863, 2011)
- Мартин Фрёст – Играя Моцарта (SACD-1893, 2013)
- Мартин Фрёст – Корни (Сони. 2015)[11]

## Награды
- 1-й приз Женевского конкурса (1997)
- Nippon Music Award (1997)
- Litteris et Artibus (2012)
- Премия в области культуры шведской газеты Dagens Nyheter's
- Премия Борлетти-Буитони 2003
- Би-би-си Радио 3 – Артист нового поколения 2003-2005
- Премия Леони Соннинг 2014

## Список литературы
1. ↑  Deutsche Nationalbibliothek Record #143600982 // Gemeinsame Normdatei (нем.) — 2012—2016.
2. ↑  Мартин Фрост, свободный художник классической музыки Архивная копия от 26 ноября 2023 на Wayback Machine: Документальный фильм
3. ↑  George Loomis (31 августа 2014). A Clarinet Virtuoso on a Quest for New Experiences. New York Times. Архивировано 4 февраля 2018. Дата обращения: 16 мая 2017.
4. ↑  Rebecca Schmid (10 февраля 2015). Vinterfest, Dalarna, Sweden — review. Financial Times. Архивировано 4 февраля 2018. Дата обращения: 16 мая 2017.
5. ↑  Solveig Grødem Sandelson (18 августа 2015). Jan Bjøranger overtar etter Martin Fröst. Aftenbladet. Дата обращения: 16 мая 2017.
6. ↑  Martin Fröst blir ny Chefsdirigent för Svenska Kammarorkestern (Press release). Swedish Chamber Orchestra. 15 мая 2017. Архивировано 8 сентября 2017. Дата обращения: 16 мая 2017.
7. ↑  Martin Fröst named as SPCO Artistic Partner (Press release). Saint Paul Chamber Orchestra. 11 ноября 2014. Архивировано 25 августа 2016. Дата обращения: 16 мая 2017.
8. ↑  Graydon Royce (3 ноября 2015). Swedish clarinetist Martin Fröst cancels planned debut with St. Paul Chamber Orchestra. Minneapolis Star-Tribune. Архивировано 4 февраля 2018. Дата обращения: 16 мая 2017. {{cite news}}: Указан более чем один параметр |author= and |last= (справка)
9. ↑  Rob Hubbard (11 февраля 2017). Martin Frost and his clarinet make a warm return to the SPCO. Twin Cities Pioneer Press. Архивировано 17 марта 2017. Дата обращения: 16 мая 2017. {{cite news}}: Указан более чем один параметр |author= and |last= (справка)
10. ↑  Andrew Clements (21 августа 2014). Brahms: Clarinet Quintet; Clarinet Trio; etc review - high-class playing from Martin Fröst and ensemble. The Guardian. Архивировано 14 марта 2018. Дата обращения: 16 мая 2017.
11. ↑  Erica Jeal (4 февраля 2016). Martin Fröst: Roots CD review - persuasive performances. The Guardian. Архивировано 14 марта 2018. Дата обращения: 16 мая 2017.

## Внешние ссылки
- Официальный сайт Мартина Фрёста
- Биография Мартина Фрёста, агентство Харрисон Пэррот
- Биография Мартина Фрёста, агентство Шведской консерватории
- Биография Мартина Фрёста, камерный оркестр Сент-Пола
- 'Лицом к музыке: Мартин Фрёст'. Гардиан, 2 Февраля 2015
- Джим Фарбер, «Мартин Фрёст: Колорит кларнета». Блог Сан-Франциско классический голос, 6 июня 2012 года